# Schermen op de Olympische Zomerspelen 1976
Schermen is een van de sporten die beoefend werden tijdens de Olympische Zomerspelen 1976 in Montréal.

## Heren

### floret individueel
| rang   | sporter(s)          | land |
| ------ | ------------------- | ---- |
| Goud   | Fabio Dal Zotto     | ITA  |
| Zilver | Aleksandr Romankov  | URS  |
| Brons  | Bernard Talvard     | FRA  |
| 4      | Vasili Stankovitsj  | URS  |
| 5      | Frédéric Pietruszka | FRA  |
| 6      | Gregory Benkö       | AUS  |
| 7      | Christian Noël      | FRA  |
| 7      | Vladimir Denissov   | URS  |

### floret team
| rang   | sporter(s)                                                                                 | land |
| ------ | ------------------------------------------------------------------------------------------ | ---- |
| Goud   | Matthias Behr Thomas Bach Harald Hein Klaus Reichert Erk Sens-Gorius                       | FRG  |
| Zilver | Fabio Dal Zotto Carlo Montano Stefano Simoncelli Giovan Battista Coletti Attilio Calatroni | ITA  |
| Brons  | Christian Noël Bernard Talvard Didier Flament Frédéric Pietruszka Daniel Revenu            | FRA  |
| 4      | Sabirzjan Roezijev Aleksandr Romankov Vladimir Denissov Vasili Stankovitsj                 | URS  |
| 5      | Leszek Martewicz Lech Koziejowski Ziemowit Wojciechowski Arkadiusz Godel Marek Dąbrowski   | POL  |
| 6      | Geoffrey Grimmett Barry Paul Robert Bruniges Graham Paul Nicholas Bell                     | GBR  |
| 7      | Jenő Kamuti Csaba Fenyvesi Lajos Somodi Jr. Jenő Kamuti Sándor Erdős                       | HUN  |
| 7      | Martin Lang Edward Ballinger Edward Wright Edward Donofrio Brooke Makler                   | USA  |

### degen individueel
| rang   | sporter(s)       | land |
| ------ | ---------------- | ---- |
| Goud   | Alexander Pusch  | FRG  |
| Zilver | Jürgen Hehn      | FRG  |
| Brons  | Győző Kulcsár    | HUN  |
| 4      | István Osztrics  | HUN  |
| 5      | Jerzy Janikowski | POL  |
| 6      | Rolf Edling      | SWE  |
| 7      | Csaba Fenyvesi   | HUN  |
| 7      | Göran Flodström  | SWE  |

### degen team
| rang   | sporter(s)                                                                                     | land |
| ------ | ---------------------------------------------------------------------------------------------- | ---- |
| Goud   | Rolf Edling Göran Flodström Hans Jacobson Leif Högström Carl von Essen                         | SWE  |
| Zilver | Alexander Pusch Jürgen Hehn Reinhold Behr Volker Fischer Hans Jana                             | FRG  |
| Brons  | François Suchanecki Michel Poffet Daniel Giger Christian Kauter Guy Evéquoz                    | SUI  |
| 4      | Csaba Fenyvesi Sándor Erdős István Osztrics Pál Schmitt Győző Kulcsár                          | HUN  |
| 5      | Aleksandr Aboesjakhmetov Viktor Modsalevski Vasili Stankovitsj Aleksandr Bykov Boris Loekomski | URS  |
| 6      | Ioan Popa Anton Pongratz Nicolae Iorgu Paul Szabo                                              | ROU  |
| 7      | John Pezza Nicola Granieri Fabio Dal Zotto Marcello Bertinetti Giovan Battista Coletti         | ITA  |
| 7      | Nils Koppang Jeppe Normann Kjell Moe Bård Vonen Ole Mørch                                      | NOR  |

### sabel individueel
| rang   | sporter(s)            | land |
| ------ | --------------------- | ---- |
| Goud   | Viktor Krovopoeskov   | URS  |
| Zilver | Vladimir Naslimov     | URS  |
| Brons  | Viktor Sidjak         | URS  |
| 4      | Ion Pop               | ROU  |
| 5      | Mario Aldo Montano    | ITA  |
| 6      | Michele Maffei        | ITA  |
| 7      | Francisco de la Torre | CUB  |
| 7      | Imre Gedővári         | HUN  |

### sabel team
| rang   | sporter(s)                                                                                | land |
| ------ | ----------------------------------------------------------------------------------------- | ---- |
| Goud   | Viktor Krovopoeskov Edoeard Vinokoerov Viktor Sidjak Vladimir Naslimov Michail Boertsev   | URS  |
| Zilver | Mario Aldo Montano Michele Maffei Angelo Arcidiacono Tommaso Montano Mario Tullio Montano | ITA  |
| Brons  | Dan Irimiciuc Ion Pop Marin Mustaţă Corneliu Marin Alexandru Nilca                        | ROU  |
| 4      | Péter Marót Tamás Kovács Imre Gedővári Ferenc Hammang Csaba Körmőczi                      | HUN  |
| 5      | Manuel Ortiz Francisco de la Torre Guzman Salazar Ramon Hernandez Lazaro Mora             | CUB  |
| 6      | Leszek Jabłonowski Sylwester Królikowski Jacek Bierkowski Józef Nowara                    | POL  |
| 7      | Paul Apostol Peter Westbrook Stephen Kaplan Thomas Losonczy Alex Orban                    | USA  |
| 7      | Philippe Bena Regis Bonissent Bernard Dumont Didier Flament Patrick Quivrin               | FRA  |

## Dames

### floret individueel
| rang   | sporter(s)              | land |
| ------ | ----------------------- | ---- |
| Goud   | Ildikó Schwarczenberger | HUN  |
| Zilver | Maria Consolata Collino | ITA  |
| Brons  | Jelena Belova           | URS  |
| 4      | Brigitte Dumont         | FRA  |
| 5      | Cornelia Hanisch        | FRG  |
| 6      | Ildikó Bóbis            | HUN  |
| 7      | Valentina Sidorova      | URS  |
| 7      | Ecaterina Stahl         | ROU  |

### floret team
| rang   | sporter(s) | land |
| ------ | --- | ---- |
| Goud   | Jelena Belova Olga Knjazeva Valentina Sidorova Nailia Giljazova Valentina Nikonova                                               | URS  |
| Zilver | Brigitte Latrille Brigitte Dumont Christine Muzio Veronique Trinquet Claudie Josland                                             | FRA  |
| Brons  | Ildikó Schwarczenberger Edit Kovács Magda Maros Ildikó Sági-Rejtő Ildikó Bóbis                                                   | HUN  |
| 4      | Karin Rutz Cornelia Hanisch Ute Kircheis Brigitte Oertel Jutta Höhne                                                             | FRG  |
| 5      | Maria Consolata Collino Giulia Lorenzoni Doriana Pigliapoco Susanna Batazzi Carola Mangiarotti                                   | ITA  |
| 6      | Jolanta Bebel-Rzymowska Barbara Wysoczańska Kamilla Mazurowska-Składanowska Krystyna Urbańska-Machnicka Grażyna Makowska-Staszak | POL  |
| 7      | Wendy Agar Susan Wrigglesworth Hilary Cawthorne Clare Halsted Susan Green                                                        | GBR  |
| 7      | Ileana Jenei Marcela Moldovan Ecaterina Stahl Ana Pascu Magdalena Bartos                                                         | ROU  |

## Medaillespiegel
| rang   | land                     | goud | zilver | brons | totaal |
| ------ | ------------------------ | ---- | ------ | ----- | ------ |
| 1      | Sovjet-Unie              | 3    | 2      | 2     | 7      |
| 2      | Bondsrepubliek Duitsland | 2    | 2      | 0     | 4      |
| 3      | Italië                   | 1    | 3      | 0     | 4      |
| 4      | Hongarije                | 1    | 0      | 2     | 3      |
| 5      | Zweden                   | 1    | 0      | 0     | 1      |
| 6      | Frankrijk                | 0    | 1      | 2     | 3      |
| 7      | Zwitserland              | 0    | 0      | 1     | 1      |
| 7      | Roemenië                 | 0    | 0      | 1     | 1      |
| totaal | totaal                   | 8    | 8      | 8     | 24     |